# 이천석
이천석(二千石)은 고대 중국 한나라의 관료 등급과 급여(질석)를 일컫는 말이다.

## 개요
한나라의 질석은 만석(萬石)부터 백석(百石)까지 있으며, 숫자에 따라 급여의 절반은 곡식, 나머지 절반은 돈으로 지급되었다. 이천석은 태수 등의 높은 관직에 해당하며, 다음의 네 종류로 나뉘었다.
- 중이천석(中二千石)

소위 구경이 이에 해당되며, 매달 180곡(斛)이 지급되었다.
- 진이천석(眞二千石)

전한의 주목 등이 해당되며, 매달 150곡이 지급되었다.
- 이천석

태수·태자태부·사례교위 등의 관직이 해당되었으며, 매달 120곡이 지급되었다.
- 비이천석(比二千石)

군의 도위·승상사직·광록대부·중랑장 등이 해당되었으며, 매달 100곡이 지급되었다.
이들을 통틀어 이이천석(吏二千石·이천석 벼슬아치)이라고 부르는 경우도 있었다. 이천석에게는 황제의 허락 없이는 체포되지 않는 특권·형제나 자식을 낭(郞)으로 임용시킬 수 있는 특권(임자)이 있었다.
한편, 능읍(陵邑·황릉을 지키기 위하여 만든 행정구역)을 신설할 때 이천석은 강제 이주 대상이 되었다.
이천석 관원들 중, 특히 군의 장관인 태수와 제후왕의 재상(국상)의 대명사로 '이천석'을 쓰기도 하였다.